# موريس أجيس
موريس أجيس (بالإنجليزية: Maurice Agis)‏ هو نحات بريطاني، ولد في 7 ديسمبر 1931 في لندن في المملكة المتحدة، وتوفي في 12 أكتوبر 2009 في إسبانيا.